# 2022 en fantasy
| Années de la fantasy : 2019 - 2020 - 2021 - 2022 - 2023 - 2024 - 2025    |
| Décennies de la fantasy : 1990 - 2000 - 2010 - 2020 - 2030 - 2040 - 2050 |

L'année 2022 est marquée, dans le domaine de la fantasy, par les événements suivants.

## Prix de fantasy

### Prix World Fantasy
- Roman : Le Trône de Jasmin (The Jasmine Throne) par Tasha Suri
- Roman court : Et que désirez-vous ce soir (And What Can We Offer You Tonight) par Premee Mohamed (en)
- Nouvelle : (emet) par Lauren Ring
- Recueil : Midnight Doorways: Fables from Pakistan par Usman T. Malik (en)
- Anthologie : The Year’s Best African Speculative Fiction (2021) par Oghenechovwe Donald Ekpeki (en), éd.
- Grand maître : Samuel R. Delany et Terri Windling

### Grand prix de l'imaginaire
- Roman francophone : Vivonne de Jérôme Leroy
- Roman étranger : Notre part de nuit de Mariana Enríquez
- Nouvelle francophone : Plasmas de Céline Minard
- Nouvelle étrangère : Tous les noms qu'ils donnaient à Dieu d'Anjali Sachdeva
- Roman jeunesse francophone : Prospérine Virgule-Point et la Phrase sans fin de Laure Dargelos
- Roman jeunesse étranger : Les Guerriers orphelins de Lian Hearn
- Prix Jacques Chambon de la traduction : Mathilde Montier pour Les Tambours du Dieu noir et Ring Shout de P. Djèlí Clark
- Prix Wojtek Siudmak du graphisme : Elena Vieillard pour Citadins de demain de Claire Duvivier et Le Sang de la Cité de Guillaume Chamanadjian
- Essai : La Pulpe et la Moëlle de Serge Lehman (préface des Maîtres du vertige)
- Prix spécial : Alain Sprauel

## Romans - Recueils de nouvelles ou anthologies - Nouvelles
- 10 novembre : parution de The Fall of Númenor de J. R. R. Tolkien, édité par Brian Sibley et illustré par Alan Lee[1].

## Films ou téléfilms
- 2 septembre – 14 octobre : diffusion de la première saison de la série Le Seigneur des Anneaux : Les Anneaux de Pouvoir.

## Bandes dessinées, dessins animés, mangas
- 3 mars 2022 : début de la publication de la traduction en français de Frieren.